# Lonnie Gasperini
Orlando William „Lonnie“ Gasperini (* 23. Januar 1953 in Rhode Island; † 17. Juni 2024) war ein US-amerikanischer Jazzmusiker (Orgel, Komposition).

## Leben und Wirken
Lonnie Gasperini wurde in eine musikalische Familie hineingeboren und begann im Alter von sechs Jahren Akkordeon zu spielen, wobei er stark von seinem Onkel Tulio Gasperini beeinflusst wurde, der als Akkordeonist international bekannt war. Der Bruder seiner Mutter, Bob Pellicio, spielte Schlagzeug und gründete das Bob Pell Trio, in dem Lonnies Tante die Sängerin war. Auf seiner Reise nach Kalifornien im Alter von 13 Jahren hörte er in einem Club Lieder wie „The Girl from Ipanema“ und „Satin Doll“, die sein Interesse am Jazz weckten. Mitte der 1960er-Jahre, als er noch Akkordeon spielte, begann er auch mit dem Schlagzeug und probierte eine Farfisa-Orgel, Fender Rhodes und Klavier aus. Diese Fähigkeiten nutzte er später, um mit der Gruppe Cannabis ein Album mit dem Titel Joint Effort aufzunehmen, und mit der Band Ende der 1960er-Jahre durch Texas zu touren. Auf diesem Album war Lonnies Song „Only Rock in Stock“ zu hören.
In den frühen 1970er-Jahren begann Gasperini, mehr Gospel, Blues, Rhythm & Blues und Jazz mit verschiedenen Bands zu spielen; die Hammond B3-Orgel war sein Hauptinstrument. Er gründete seine eigene Band The What’s Up Band in der Besetzung Tenorsaxophon, B3-Orgel und Schlagzeug. Später engagierte er den Baritonsaxophonisten Art Hazard und holte die Sängerin Lavern Sims hinzu. In dieser Band spielte er für 15 Jahre, bis er sein Lonnie Gasperini Organ Trio in der Besetzung Gitarre, Orgel und Schlagzeug neu formierte. Dieses Trio trat in ganz New England und New York auf und tourte gelegentlich durch Florida, Kalifornien und Chicago, wobei verschiedene Gitarristen und Schlagzeuger spielten. Im Bereich des Jazz war Gasperini laut Tom Lord zwischen 1997 und 2020 an drei Aufnahmesessions beteiligt, neben seinen eigenen Alben auch mit dem Towner Galaher Organ Trio. Für Dr. Lonnie Smith schrieb er die Komposition „Witch Doctor“, erschienen auf Jungle Soul (2006).

## Diskographische Hinweise
- Turn Up the Gas (Key Click, 1997), mit Art Hazard, Broc Dechristopher, Mark Teixeira, Lavern Sims
- North Beach Blues (Doodlin’ Records, 2007), mit Masami Ishikawa, Mark Texeira